# Quackula
Quackula es un personaje de dibujos animados, un pato vampiro antropomórfico creado por Filmation. Apareció con su propio segmento en la serie Las Nuevas aventuras de Súper Ratón y las Urracas Parlanchinas en su primera temporada.

## Personaje
Quackula (voz original de Frank Welker) era representado por un pato azul pálido con cierto parecido físico con el Pato Lucas pero con colmillos en el pico, vestido con una chaqueta azul y capa negra con fondo rojo. Dormía cada día en un ataúd blanco en forma de huevo, en el sótano de una casa propiedad de un oso antropomorfo llamado "Theodore" bajo la voz de Norm Presscot.
Cada noche, Quackula se levantaba de su ataúd e intentaba aterrorizar a Theodore entre otros personajes, pero sin éxito porque sus travesuras tendían a ser más cómicas que aterradoras. Theodore también parte diseñaba un plan tras otro para librarse de Quackula, pero con la misma mala suerte.

## Historia
Quackula debutó el 8 de septiembre de 1979 en el primer episodio de The New Adventures of Mighty Mouse and Heckle & Jeckle. Sin embargo, el dibujante de Scott Shaw presentó una demanda contra "Filmation" porque había creado un personaje llamado Duckula para la edición # 1 del cómic "Quack!" publicado por "Star Reach Productions" en 1976. El asunto se resolvió fuera de los tribunales aunque después de 16 episodios Quackula fue eliminado del programa, que se redujo de una hora a media hora.

## Apariciones
| N.º | Título                 | Escritor                  | Fecha de lanzamiento     |
| --- | ---------------------- | ------------------------- | ------------------------ |
| 1   | "Star Boars"           | Ted Pedersen              | 8 de septiembre de 1979  |
| 2   | "House For Sale"       | Ted Pedersen              | 15 de septiembre de 1979 |
| 3   | "Weird Bear"           | Bill Danch y Ted Pedersen | 22 de septiembre de 1979 |
| 4   | "Monster Mash"         | Ted Pedersen              | 29 de septiembre de 1979 |
| 5   | "Uncle Ferenc"         | Ron Card                  | 6 de octubre de 1979     |
| 6   | "The Magic Lamp"       | Ron Card                  | 13 de octubre de 1979    |
| 7   | "Room For Rent"        | Ron Card                  | 20 de octubre de 1979    |
| 8   | "Morgana La Duck"      | Paul Dini                 | 27 de octubre de 1979    |
| 9   | "Return of Star Boars" | Ted Pedersen              | 3 de noviembre de 1979   |
| 10  | "Time and Before"      | Ted Pedersen              | 10 de noviembre de 1979  |
| 11  | "Bungled Burglary"     | Paul Dini                 | 17 de noviembre de 1979  |
| 12  | "Shangai Salty"        | Ted Pedersen              | 24 de noviembre de 1979  |
| 13  | "Pyramid"              | Ron Card y Bill Danch     | 1 de diciembre de 1979   |
| 14  | "Haunted House"        | Ron Card                  | 8 de diciembre de 1979   |
| 15  | "Magic Duck"           | Ron Card                  | 15 de diciembre de 1979  |
| 16  | "The Fantastic 2½"     | Ted Pedersen              | 22 de diciembre de 1979  |